# Hubert Brasseur
Pour les articles homonymes, voir Brasseur.
Hubert Brasseur, né à Esch-sur-Alzette le 20 mars 1823 et décédé à Bar-le-Duc le 23 janvier 1890, fut un homme politique belge francophone libéral.
Il fut juriste et économiste, professeur à l'université de Gand et auteur.
Il fut membre du parlement,,.